# Agathidium badium
Agathidium badium es una especie de escarabajo del género Agathidium, tribu Agathidiini, familia Leiodidae. Fue descrita científicamente por Erichson en 1845.
Se distribuye por Suecia, Noruega, Alemania, Finlandia, Austria, Estonia, Países Bajos, Luxemburgo, Dinamarca, Francia, Bélgica, Croacia, Federación Rusa, Grecia, Italia, Bosnia y Herzegovina, Eslovaquia, Chequia, Montenegro, Polonia, Bulgaria, Rumania y Turquía. La especie se mantiene activa durante todos los meses del año.